# Повіт Нака-Цуґару
Пові́т На́ка-Цуґа́ру (яп. 中津軽郡, なかつがるぐん, МФА: [naka t͡sugaɾu guɴ]) — повіт в префектурі Аоморі, Японія.